# InuYasha: Ōgi-Ranbu
InuYasha: Feudal Combat (犬夜叉 奥義乱舞 InuYasha: Ōgi-Ranbu) là một trò chơi 3D tấn công trên hệ máy PlayStation 2 dựa vào bộ truyện tranh và loạt phim hoạt hình InuYasha.

## Nhân vật
- InuYasha
- Kagome Higurashi
- Miroku
- Sango
- Shippo
- Sesshomaru
- Kagura
- Koga
- Kikyo
- Kohaku
- Naraku
- Demon InuYasha
- Human InuYasha
- Bankotsu